# Непочатая вода
Непочатая вода в славянском язычестве — взятая до восхода солнца и принесённая молча. Вода, принесённая из трёх, а лучше семи или девяти источников (родников, ручьёв, колодцев) обладала более сильными свойствами. Считалось, что именно её лучше использовать для обрядовых и магических целей.

## Поход за водой

### Особые условия
Сакральная сила воды повышалась, если при её набирании и перенесении в дом соблюдались особые условия и запреты. Первейшим из таких требований было хождение за водой натощак и ранним утром до восхода солнца. Высоко ценилась вода, которую удавалось набрать раньше всех, её называли непочатой (укр. непочата, серб. неначета, циjела, болг. неначната, рус. непитая и т. п.). При набирании запрещалось отливать воду из ведра или зачерпывать вторично, разговаривать и здороваться с кем-либо по пути (рус. немая вода, серб. нема вода, болг. мълчашна вода, морав. mlčava voda). Дома такой водой умывались, поили больных, кропили скот, ульи, хозяйственные постройки, использовали для гаданий; сосуд с водой закапывали в поле, в винограднике, клали в основание строящегося дома и т. п..

### Особые дни
Особо ценилась вода, набранная из источников в особые дни: в рождественское утро, на Новый год, Сретение, в Великий четверг или пятницу, в день Ивана Купалы (ср. названия такой воды: укр. святовечірня вода, болг. Василева вода, рус. сретенская, в.-слав. четверговая вода и т. п.).

## Использование

### Сохранение грудного молока
Для сохранения и увеличения грудного молока роженице советуют пить воду, особенно «молитвенную», т. е. освящённую, мыться в проточной воде. На Украине ей дают пить «непочатую» воду с ржаными колосьями.

### Купание младенцев
Множество магических действий и поверий связано с водой для купания младенца. До такой воды никто не смел дотрагиваться и пить её (о.-слав., ср. «неначатая», непочатая вода), её брали из проточного источника (бел. «для счастья ребенка»), запрещалось приносить её в чёрном (чугунном) котелке (ведре). В корыто доливали воду, освящённую на Крещение (или на Пасху). Воду для мытья девочки грели в кувшине, чтобы у неё была тонкая талия, или наоборот, мальчику — в кувшине, девочке — в горшке (укр.).

### В обрядовом хлебе
У болгар в Юрьев день замешивать тесто для обрядовых хлебных изделий полагалось на воде, принесённой молча (болг. мълчана вода), причем набирать её и нести в дом должны были парень или девушка, имевшие обоих живых родителей. Хлебную закваску тоже старались замесить на воде, зачерпнутой из трёх источников сосудом, украшеным цветами и травами, и принесённой в полном молчании. Такая вода называлась у болгар «цветната вода».

### От сглаза
В Покутье для лечения сглаза брали непочатую воду, бросали угольки от сожжённых колючих растений и лили её на дно перевёрнутого ведра, стоящего на пороге, а больной смотрел на воду и говорил, что он в ней видит. Затем воду переливали в миску и поили ею больного, а остатки выливали ему за пазуху.